# Редут кале
Редут-кале се е наричала черноморска крепост (на грузински: რედუტ-კალე) на 18 км северно от грузинския град Поти, разположена е била по левия бряг на река Хопи малко преди вливането ѝ в Черно море, като допълнително около цялата крепост е било издълбано дълбоко фортификационно отбранително съоръжение със много стръмни стени т. нар. редут. Тя е съществувала с цел защита на населението на област Мегрелия от турско нашествие. Турците нарекли това място Кремпл, Корго или Куле. За оборудване на място за десант на руски войски и кораби на руския Черноморски флот от Тифлис е изпратен отряд казаци, които на това място построили наблюдателна кула и издигнали руския флаг. За защита бил построен земен редут, а мястото получило названието Редут-Кале 1840 Редут-кале бива преименувана от крепост на град Редут-кале. Бил е по двата бряга на река Хопи на 0,5 км. преди излазът ѝ в Черно море. Пасажерите и стоките носени на кораби от Азовско, Средиземно и Черно морета са били спускани чрез въжета в малки лодки оборудвани с гребла и платна а на брега впоследствие са били претоварвани на впрегатни животни които са ги пренасяли към южен Кавказ. След разпадане на Руската империя през 1917 селището е преименувано на Кулеви. Във времето на великата отечествена война (юни 1941 - май 1945) в устието на река Хопи се е намирала база на военен черноморски флот на подчинение на СССР. От 2008 в град Кулеви действа терминал за претоварване на нефт дошъл чрез тръбопровод от дъното на Каспийско море към кораби.